# Giremoutiers
Giremoutiers település Franciaországban, Seine-et-Marne megyében. Lakosainak száma 186 fő (2022. január 1.). Giremoutiers Pierre-Levée, Pommeuse, Aulnoy, La Haute-Maison, Jouarre, Maisoncelles-en-Brie és Mouroux községekkel határos.

## Népesség
A település népességének változása:
| Lakosok száma | 147  | 155  | 169  | 172  | 179  | 181  | 183  | 187  | 186  |
|               | 2013 | 2015 | 2016 | 2017 | 2018 | 2019 | 2020 | 2021 | 2022 |